# Улица
Улицата е обществен път в населено място или друга застроена територия.
Улиците са предназначени за преминаване на хора и превозни средства и осигуряват достъп до разположените по дължината им сгради и други терени, като могат да изпълняват и други обществени функции, като събирането и взаимодействието на хора. Те могат да представляват просто подравнени ивици, но в наши дни обикновено са покрити с трайна настилка, най-често от асфалтобетон, паваж или бетон. Улиците често имат обособени тротоари за движение на пешеходци, а в някои случаи велосипедни пътеки или релсови пътища за специализиран транспорт.